# Evinos
Der Evinos (griechisch Εύηνος, auch Φιδάρης Fidaris, altgriechisch Εὔηνος Euēnos oder Λυκόρμας Lykormas, lateinisch Evenus) ist ein – je nach Quelle – 92 bis 113 km langer Fluss in der Region Westgriechenland. Er fließt von Nordost nach Südwest durch die Präfektur Ätolien-Akarnanien und mündet östlich von Mesolongi und den dortigen Lagunen in den Golf von Patras östlich der Ortschaft Evinochori und in der Nähe der Ortschaft Kryoneri.
Der Evinos entspringt den Bergen Korakas und Tsekouri in der Nähe der Ortschaft Artotina. Auf seinem Weg zum Golf von Patras nimmt er die größeren Nebenflüsse Kotsalo, Portiari, Fidakia und Gidomandriti auf. Im Verlauf des Evinos finden sich viele steinerne Brücken aus osmanischer Zeit, darunter die Brücke von Artotiva, welche die größte Einbogensteinbrücke in Westgriechenland ist. Weitere Bauwerke dieser Art sind die Brücke von Dorvitsa, die Brücke von Poriari, die Brücke von Klepa und die Brücke von Meligova.
Ab Beginn des 21. Jahrhunderts werden Wassermassen des Evinos durch ein Tunnelsystem in den Fluss Mornos umgeleitet. Dies erfolgt zum Zwecke der Wasserversorgung des Großraums Athen.
Der Flusslauf des Evinos eignet sich für Wassersportarten wie Kanu-Kajak und Rafting.